# Sursingar

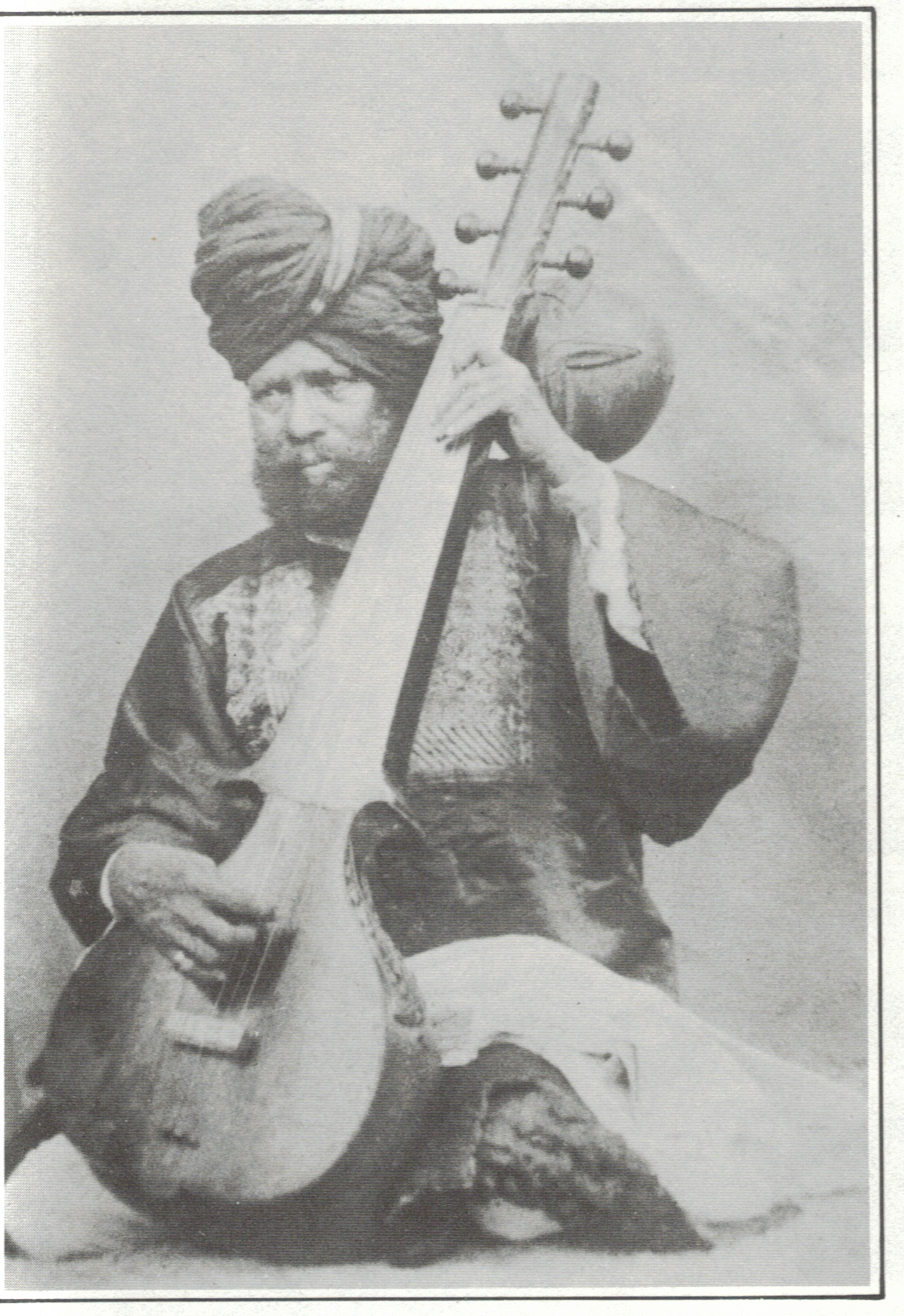
Rahmat Khan jouant du sursingar

Le sursingar est un instrument de musique rare de l'Inde du nord. C'est un luth dérivé du sarod en plus grand et plus grave.

## Lutherie
La caisse de résonance principale formant le corps de l'instrument est en gourde, comme la plus petite située sous le manche creux en bois. La table d'harmonie est en bois et non en peau. Le manche est parfois recouvert d'une plaque de métal facilitant le glissando. Il a quatre cordes principales et quatre bourdons rythmiques (chikari). 

## Jeu
L'instrument se tient posé sur l'épaule gauche, comme la rudra vînâ, et il est joué avec un plectre (mezrab) ou des onglets (parfois avec un archet). On y joue la musique hindoustanie dans le style dhrupad.